# Juliano de Andrade
Juliano Rangel de Andrade (sinh ngày 4 tháng 4 năm 1982 ở Alfredo Chaves) là một hậu vệ bóng đá người Brasil, thi đấu cho Câu lạc bộ Xelajú của Liga Nacional de Guatemala.

## Sự nghiệp câu lạc bộ
Rangel thi đấu cho các đội hạng dưới tại Brazil và México trước khi gia nhập đội bóng El Salvador Deportes Savio năm 2007. Sau đó anh cũng thi đấu cho Alianza và LA Firpo trước khi vượt biên giới lần nữa để gia nhập Marquense.

## Thống kê sự nghiệp

### Câu lạc bộ
| Đội bóng         | Mùa giải      | Số trận | Start | Sub | Bàn thắng | Thẻ vàng | Thẻ đỏ |
| ---------------- | ------------- | ------- | ----- | --- | --------- | -------- | ------ |
| Deportes Savio   | 2008–09 A     | 15      | 15    | 0   | 1         | 5        | 1      |
| Alianza          | Clausura 2009 | 14      | 14    | 0   | 1         | 3        | 2      |
| Alianza          | Apetura 2009  | 15      | 15    | 0   | 1         | 3        | 0      |
| Luis Ángel Firpo | Clausura 2010 | 18      |       |     | 0         | 7        | 1      |